# Nickiesha Wilson
Nickiesha Wilson (née le 28 juillet 1986) est une athlète jamaïcain. Elle court pour l'Université d'État de Louisiane.
Elle remporte la Coupe continentale d'athlétisme 2010 à Split.

## Palmarès
| Date | Compétition          | Lieu           | Place | Epreuve     |
| ---- | -------------------- | -------------- | ----- | ----------- |
| 2007 | Jeux Panaméricains   | Rio de Janeiro | 2e    |             |
| 2010 | Coupe continentale   | Split          | 1re   | 400 m haies |
| 2010 | Coupe continentale   | Split          | 1re   | 4 x 400 m   |
| 2010 | Jeux du Commonwealth | New Delhi      | 3e    | 400 m haies |

## Meilleures performances
- 400 m :	54 s 88 	 	 3 		Spanish Town 4 juin 2006
- 60 m haies :	8 s 01 	 	 1h1 	NCAA Fayetteville AR	9 mars 2007
- 100 m haies : 	12 s 63 	 	1 	NCAA Regional	Fayetteville, AR 8 juin 2008
- 400 m haies : 	53 s 97 	 2s3 	WC	Osaka 28 août 2007